# Rozgrywka (gry komputerowe)
Rozgrywka (ang. gameplay) – pojedyncza gra lub podzielona na więcej niż jedną sesję, gra toczona przez gracza od początku do końca, na przykład kampania trybu gry jednoosobowej, to także ogół rozwiązań oraz elementów, które wybrana gra komputerowa oferuje graczowi. Rozgrywka jest jednym z czynników wpływających na grywalność. Gracze mają odmienne style i modele rozgrywki. Jednym z rodzajów rozgrywki jest tryb współpracy, który umożliwia dwóm lub większej liczbie graczy wspólną walkę z przeciwnikami sterowanymi przez sztuczną inteligencję.